# Cnemaspis uzungwae
Cnemaspis uzungwae är en ödleart som beskrevs av  Perret 1986. Cnemaspis uzungwae ingår i släktet Cnemaspis och familjen geckoödlor. Inga underarter finns listade i Catalogue of Life.